# Vlčí Habřina

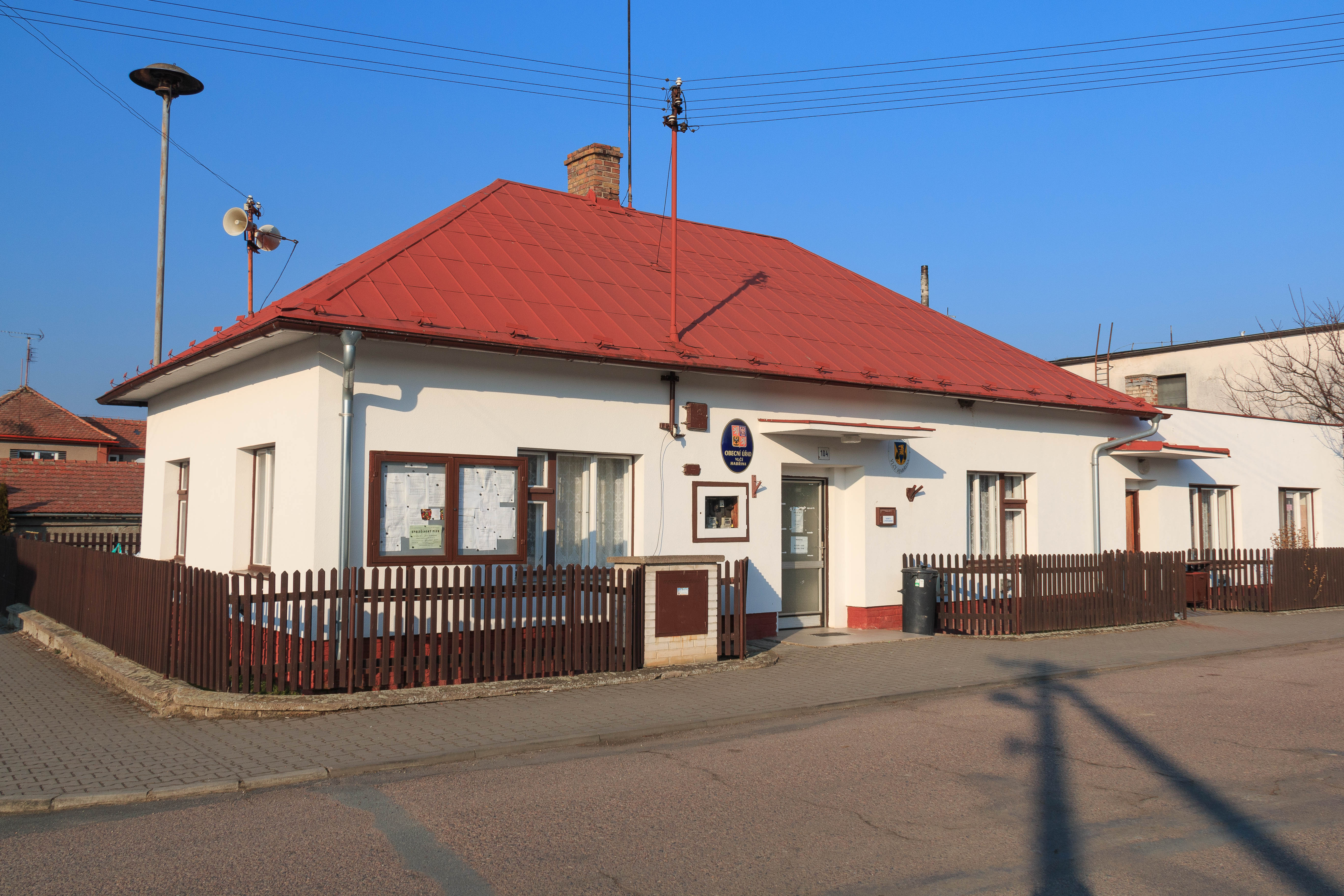
Gemeindeamt

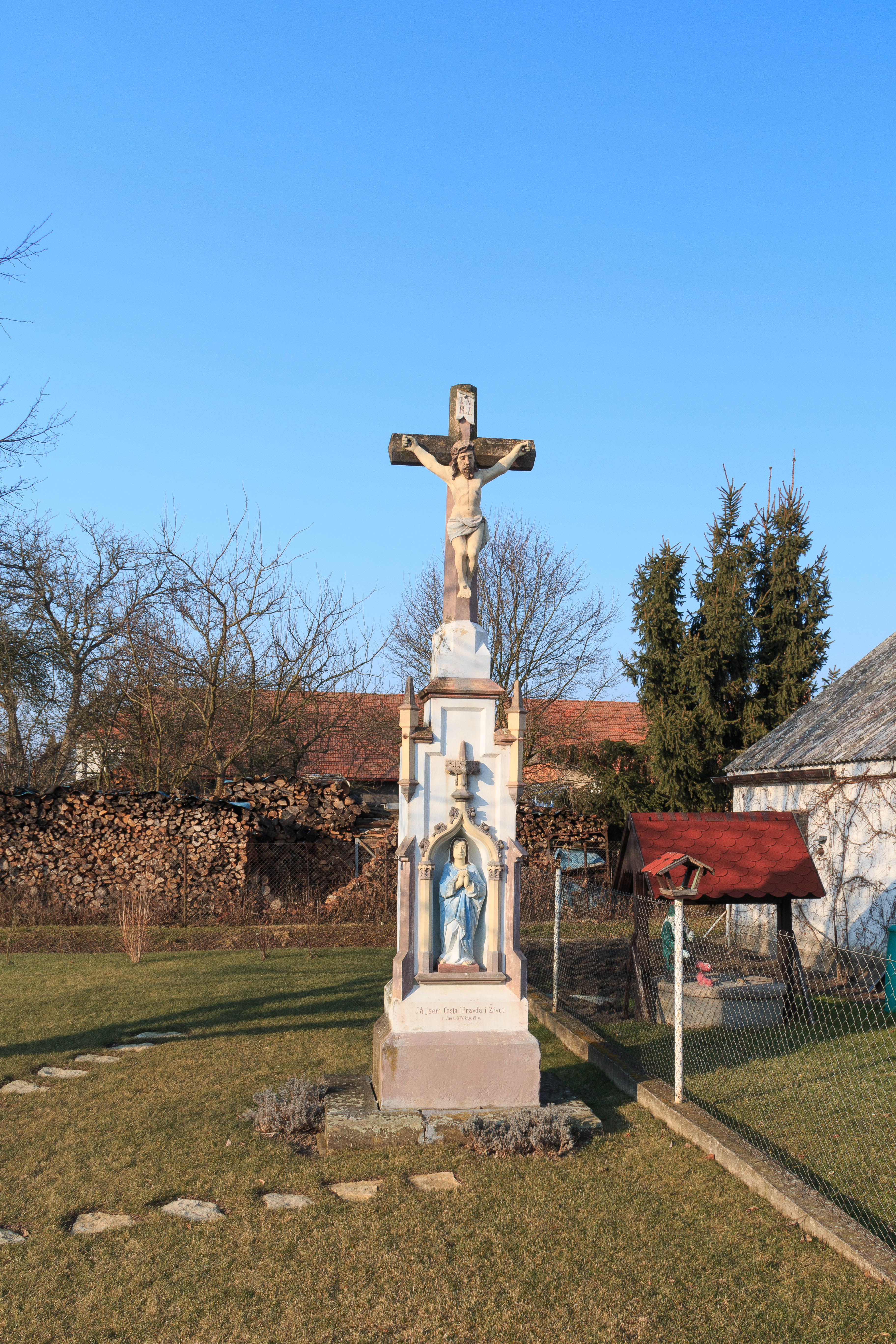
Wegkreuz

Vlčí Habřina (deutsch Wlci Habrina, 1939–45 Wolfshagen) ist eine Gemeinde im Okres Pardubice in Tschechien. Sie liegt sechs Kilometer nördlich von Přelouč.

## Geographie
Vlčí Habřina erstreckt sich am Bach Habřinský potok in der Středolabské tabule (Tafelland an der mittleren Elbe). Am östlichen Ortsrand verläuft die Straße II/323 zwischen Nechanice und Přelouč. Westlich liegt der Teich Sopřečský rybník, südlich – am Sopřečský kanál – der Teich Černý Nadýmač. Gegen Süden befindet sich der Wald Obora.
Nachbarorte sind Vyšehněvice und Rohovládova Bělá im Norden, Na Samotě und Bukovka im Nordosten, Neratov im Osten, Dědek und Přelovice im Südosten, Výrov und Břehy im Süden, Semín und Kladruby nad Labem im Südwesten, Strašov und Sopřeč im Westen sowie Žáravice im Nordwesten.

## Geschichte
Die erste schriftliche Erwähnung des Dorfes erfolgte 1436 unter den Besitzungen der Kunburg. Der Ortsname leitet sich von den nahen Wäldern, die früher wahrscheinlich aus Hagebuchen (habr) bestanden, und einem darin befindlichen Wolfsgarten her. Im Jahre 1560 verkaufte Jaroslav von Pernstein die Herrschaft Kunburg an König Ferdinand I. Nach der Zerstörung der Burg wurden deren Ländereien der Herrschaft Pardubitz zugeschlagen. Im 16. und zu Beginn des 17. Jahrhunderts fanden in dem Wildgarten königliche Jagden statt. Später wurde er aufgegeben.
Im Jahre 1835 bestand das im Chrudimer Kreis gelegene Dorf Habřina wlčj aus 43 Häusern, in denen 378 Personen, darunter eine protestantische und eine jüdische Familie lebten. Pfarrort war Biela. Bis zur Mitte des 19. Jahrhunderts blieb Habřina wlčj der k.k. Kameralherrschaft Pardubitz untertänig.
Nach der Aufhebung der Patrimonialherrschaften bildete Vlčí Habřina ab 1849 eine Gemeinde im Gerichtsbezirk Přelauč. Ab 1868 gehörte die Gemeinde zum Bezirk Pardubitz. 1949 wurde Vlčí Habřina dem Okres Přelouč zugeordnet; dieser wurde im Zuge der Gebietsreform von 1960 aufgehoben; seitdem gehört die Gemeinde zum Okres Pardubice.

## Gemeindegliederung
Für die Gemeinde Vlčí Habřina sind keine Ortsteile ausgewiesen.

## Sehenswürdigkeiten
- Steinernes Kreuz mit Figur der Jungfrau Maria im Sockel, auf dem Dorfplatz
- Gedenkstein für die Gefallenen des Ersten Weltkrieges, auf dem Dorfplatz
- Wegkreuz, östlich des Dorfes am Abzweig von der Straße II/323
- Zwei Wolfsgruben im Wald südwestlich des Dorfes, sie liegen in einem Abstand von 150 Schritt und sind teilweise zugewachsen und zugeschüttet. Die größere hat einen Umfang von 50 Schritt, die andere besitzt einen Durchmesser von 10 m und ist noch 3 m tief.